# 明蓬館高等学校
明蓬館高等学校（めいほうかんこうとがっこう）は、福岡県田川郡川崎町にある私立の通信制高等学校。

## 概要
内閣府および文部科学省より「川崎町地産・地習・e環境教育特区」の認定を受け、アットマーク・ラーニングが2009年4月に開校した。旧川崎町立安宅小学校の校舎を使用している。

## キャンパス
- 明蓬館高等学校本校 (福岡県田川郡川崎町)
- 明蓬館高等学校品川中央キャンパス（東京都品川区北品川）
- 明蓬館高等学校神奈川中央キャンパス
- 明蓬館高等学校愛知・一宮学習センター

## インターナショナルコース
海外在住者向けのコースを開講している。
- 明蓬館高等学校品川連携校サポート室

## SNEC
SNEC（すねっく、Special Needs Education Center）は、発達に課題のある生徒や不登校傾向のある生徒のために生活環境・学習環境を整えた補習・学習支援スペースである。
- 品川・御殿山SNEC
- 横浜・関内SNEC
- 岐阜SNEC

提携SNEC
- 明蓬館SNECさいたま/愛誠学園 高等部
- 明蓬館SNEC朝霞/たまみずき高等学院
- 明蓬館SNEC群馬・渋川/愛誠学園 高等部
- 明蓬館SNEC栃木/メリーランド高等学院
- 明蓬館SNEC本厚木/ワイズ・インフィニティ高等学院[2]
- 明蓬館SNEC長野/祥雲高等学院
- 明蓬館SNEC信州・諏訪/信州KO高等学院
- 明蓬館SNEC浜松南/敬愛義塾高等学院
- 明蓬館SNEC岐阜・可児/令和さくら高等学院可児
- 明蓬館SNEC愛知/特定非営利活動法人 くるくる 高等教育部
- 明蓬館SNEC名古屋塩釜/名古屋敬進高等学院
- 明蓬館SNEC三重・鈴鹿/鈴鹿欅高等学院
- 明蓬館SNEC滋賀/アットスクール高等学院
- 明蓬館SNEC奈良・生駒/輝望高等学院
- 明蓬館SNEC大阪・玉造/しんあい高等学院
- 明蓬館SNEC北九州・折尾/あしたのつばさ高等学院
- 明蓬館SNEC久留米/有馬高等学院

## ヴィレッジ・サテライトキャンパス
- 広島ヴィレッジ・サテライトキャンパス／木のねっこ高等学院（広島県広島市安佐北区）

## 姉妹校
- 東京インターハイスクール
- アットマーク国際高等学校